# Jan Pieracki
Jan Pieracki (ur. 23 czerwca 1872 w Krakowie, zm. 15 lutego 1940 we Lwowie) – polski doktor praw, karnista, sędzia, adwokat. Działacz narodowy, radny Rady Miasta Lwowa, poseł na Sejm II kadencji w II RP z ramienia Związku Ludowo-Narodowego.

## Życiorys
Syn Franciszka (zarządcy magazynów kolejowych we Lwowie) i Marii z domu Janickiej. Absolwent C. K. Gimnazjum im. Franciszka Józefa we Lwowie z 1890. Ukończył studia na Wydziale Prawa Uniwersytetu Franciszkańskiego we Lwowie w 1894. Uzyskał uprawnienia sędziowskie i adwokackie oraz tytuł naukowy doktora praw. Sprawował stanowiska sędziego w Busku i Lwowie oraz prokuratora w Przemyślu. Od 1914 rozpoczął działalność adwokacką. Był obrońcą i pełnomocnikiem w sprawach karnych (m.in. miał bronić interesów arcyksięcia Fryderyka Habsburga). W 1929 pełnił funkcję oskarżyciela przed Trybunałem Stanu w procesie tzw. „sprawy Czechowicza”, w której oskarżony był minister skarbu Gabriel Czechowicz. W tym samym roku zaoferował się bronić bezpłatnie studentów oskarżonych o udział w antysemickich i antyrządowych zamieszkach we Lwowie.
Od 18 do 26 września 1933 pełnił funkcję zastępcy strony cywilnej w procesie przed Sądem Okręgowym w Sanoku, o zabójstwo Jana Chudzika, działacza narodowego zastrzelonego 14 maja 1933 w Brzozowie (wyznaczyli go żona zamordowanego, Janina i ranny w zamachu mjr Władysław Owoc); drugim zastępcą strony cywilnej był inny działacz SN Stanisław Zieliński. Działał we władzach samorządu adwokackiego. W 1931 został prezesem wydziału Związku Adwokatów-Obrońców Okręgu Sądu Apelacyjnego we Lwowie. Był dziekanem Lwowskiej Rady Adwokackiej od 1938 do 1939, prezesem Zarządu Głównego Związku Adwokatów w Warszawie od 1938 do 1939.
Pełnił mandat radnego Rady Miasta Lwowa od 1912 do 1927, później wybrany ponownie w wyborach samorządowych 1934 startując z listy endeckiej. Od 1914 działał w Lidze Narodowej. Był członkiem Tymczasowego Komitetu Rządzącego od 1918 do 1919, Komisji Rządzącej dla Galicji i Śląska Cieszyńskiego w 1919. Z ramienia Listy Katolicko-Narodowej (lista nr 24) w okręgu nr 50 Lwów uzyskał mandat posła Sejmu Rzeczypospolitej Polskiej III kadencji (1930–1935). Zasiadł w kole poselskim Związku Ludowo-Narodowego, następnie był posłem Klubu Narodowego. Pełnił funkcję przewodniczącego sejmowej Komisji Prawniczej. Został działaczem Stronnictwa Narodowego. Pełnił funkcje prezesa zarządu okręgowego i wiceprezes zarządu Dzielnicy Małopolski Wschodniej SN we Lwowie od 1930 do 1934, był członkiem Komitetu Głównego SN od 1935.
Publikował w dzienniku „Słowo Polskie”, sprawował stanowiska przewodniczącego rad nadzorczych czasopism „Lwowski Kurier Poranny”, „Kurier Lwowski”. Po wybuchu II wojny światowej i agresji ZSRR na Polskę z 17 września 1939 został aresztowany przez sowietów. Później został zwolniony.
Zmarł 15 lutego 1940. Został pochowany 17 lutego 1940 na Cmentarzu Łyczakowskim we Lwowie w kaplicy grobowej hr. J. z Gorajskich Rzyszczewskiej (pole 70). Na kaplicy brak informacji o pochówku. W maju 1945 w tej samej kaplicy została pochowana teściowa Pierackiego – Julia z Turkiewiczów Straka.

## Życie prywatne
Jego pierwszą żoną była Jadwiga z domu Duniewicz (zm. 1904), a drugą została Helena Zofia z domu Straka, córka Bolesława Straki (dziennikarza polskiej prasy w Milwaukee, dyrektora Wydziałowej Szkoły Żeńskiej im. Franciszka Józefa w Przemyślu) i Julii z Turkiewiczów, pochodzącej z Leżajska. Druga żona została pozbawiona kamienicy przez władzę radziecką, pozostała we Lwowie, gdzie zmarła w latach pięćdziesiątych. Oba małżeństwa bezdzietne.

## Publikacje
- Formularze dla postępowania spadkowego i pupilarnego łącznie z wzorami dla kas sierocych. Do użytku dla c. k. sądów powiatowych (1899, współautor: Józef Rajmund Schmidt).
- Kwestia językowa w sądach i prokuratoriach państwowych wschodnio-galicyjskich (1911).
- Polskie prawo karne (kodeks karny, prawo o wykroczeniach, przepisy wprowadzające) (1932).